# Shesheep 74A
Shesheep 74A är ett reservat i Kanada.   Det ligger i provinsen Saskatchewan, i den sydöstra delen av landet, 2 100 km väster om huvudstaden Ottawa. Shesheep 74A ligger vid sjön Crooked Lake.
Trakten runt Shesheep 74A består till största delen av jordbruksmark. Runt Shesheep 74A är det mycket glesbefolkat, med 3 invånare per kvadratkilometer.